# Antwon Taylor
Antwon "Skills" Taylor er en fiktiv person i tv-serien One Tree Hill. Han spilles af den amerikanske skuespiller Antwon Tanner. Han er bedstevenner med Lucas Scott og var kærester med Bevin Mirskey i sit sidste 
år af gymnasiet.